# Las colegialas
 Las colegialas, también conocida como Las colegialas se divierten..., es una película de Argentina filmada en Eastmancolor dirigida por Fernando Siro sobre el guion de José Dominiani y Alberto Alejandro según el argumento de José Dominiani que se estrenó el 7 de agosto de 1986 y que tuvo como actores principales a Susana Traverso, Guillermo Francella, Jorge Rossi e Ignacio Quirós.

## Sinopsis
Una inspectora llamada por la directora para poner orden en un establecimiento es secuestrada por las alumnas y sustituida por una seductora mujer.

## Reparto
| Actor                      | Personaje             | Notas |
| -------------------------- | --------------------- | ----- |
| Susana Traverso            | Profesora Olga        |       |
| Guillermo Francella        | Profesor Di Pietro    |       |
| Jorge Rossi                | Profesor              |       |
| Ignacio Quirós             |                       |       |
| Marcela Luppi              |                       |       |
| Mónica Guido               | Profesora de Gimnasia |       |
| Horacio Erman              |                       |       |
| Paola Papini               |                       |       |
| Silvia Cichello            |                       |       |
| Paula Pourtalé             |                       |       |
| Rodrigo Bebán              |                       |       |
| Juan Carlos Altavista      |                       |       |
| Elena Graciela Pérez Rueda |                       |       |
| Nicolás Frei               |                       |       |
| Patricia Solía             |                       |       |
| Lorena Cánepa              |                       |       |
| Sergio López               |                       |       |
| Jorge Cáceres              |                       |       |
| Willy Lemos                |                       |       |
| Aldo Morales               |                       |       |
| Enrique Sabatini           |                       |       |
| Elena Cruz                 | Directora             |       |
| Santiago Bal               |                       | Cameo |
| Carmen Barbieri            |                       | Cameo |

## Crítica/Comentarios
Daniel López en La Razón opinó: 

«Si por algo  Las colegialas pasará a la historia del cine será porque se trata del primer film argentino y el primer film a secas al parecer en que un personaje femenino se tira un pedo, expansión permitida a los hombres hasta el momento. La actriz en cuestión se llama Marcela Martínez y es de esperar que esa manía de encasillar a los actores no la alcance»

Manrupe y Portela escriben: 

«Pobre ejemplo del tardío destape local.»